# Abrostola robertsi
Abrostola robertsi är en fjärilsart som beskrevs av Claude Dufay 1971. Abrostola robertsi ingår i släktet Abrostola och familjen nattflyn. Inga underarter finns listade i Catalogue of Life.